# Canyon Bicycles
Pour les articles homonymes, voir Canyon (homonymie).
Canyon Bicycles GmbH (abbr. : Canyon) est un fabricant allemand de vélos de route, de VTT et de triathlon basé à Coblence en Allemagne.

## Historique
En 1985, les frères Roman et Frank Arnold créent la société “Radsport Arnold’ GmbH”, fournisseur de composants pour vélos. Ils commencent à produire des vélos en 1996 et adoptent alors une stratégie de vente directe.
En 2002, l’entreprise change son nom pour devenir Canyon Bicycle GmbH. Avec l'aide du designer Lutz Scheffer, Canyon se fait connaître comme fabricant de cadres.
Les productions de Canyon ont obtenu plusieurs récompenses notamment aux European Design Award et aux Red Dot Design Award.

## Sponsoring
Radsport Arnold signe son premier contrat de sponsoring dès 1985 avec le triathlète Jürgen Zäck. La marque fournit également Jan Frodeno, Patrick Lange.
L’entreprise a collaboré avec des équipes cycliste professionnelles. Elle a ainsi équipé Unibet.com en 2007 ainsi que l’équipe Omega Pharma-Lotto entre 2009 et 2011. Canyon sponsorise les équipes Katusha 2012-2019, Movistar depuis 2014, Canyon DHB-Soreen depuis 2017, Alpecin Fenix depuis 2019 ainsi que l'équipe Arkéa Samsic depuis 2020, mais aussi l'équipe féminine Canyon SRAM depuis 2016. En VTT, Pauline Ferrand-Prévot gagne ses courses sur un vélo Canyon, d’abord sous les couleurs de la marque de 2017 à 2020, puis plus récemment sous celles d’Inéos Grenadier, après un passage chez BMC.